# Asplenium khasianum
Asplenium khasianum är en svartbräkenväxtart som beskrevs av Sledge. Asplenium khasianum ingår i släktet Asplenium och familjen Aspleniaceae. Inga underarter finns listade.